# Heilgeiststraße 15 a (Stralsund)
Das Gebäude mit der postalischen Adresse Heilgeiststraße 15 a ist ein denkmalgeschütztes Bauwerk in der Heilgeiststraße in Stralsund.

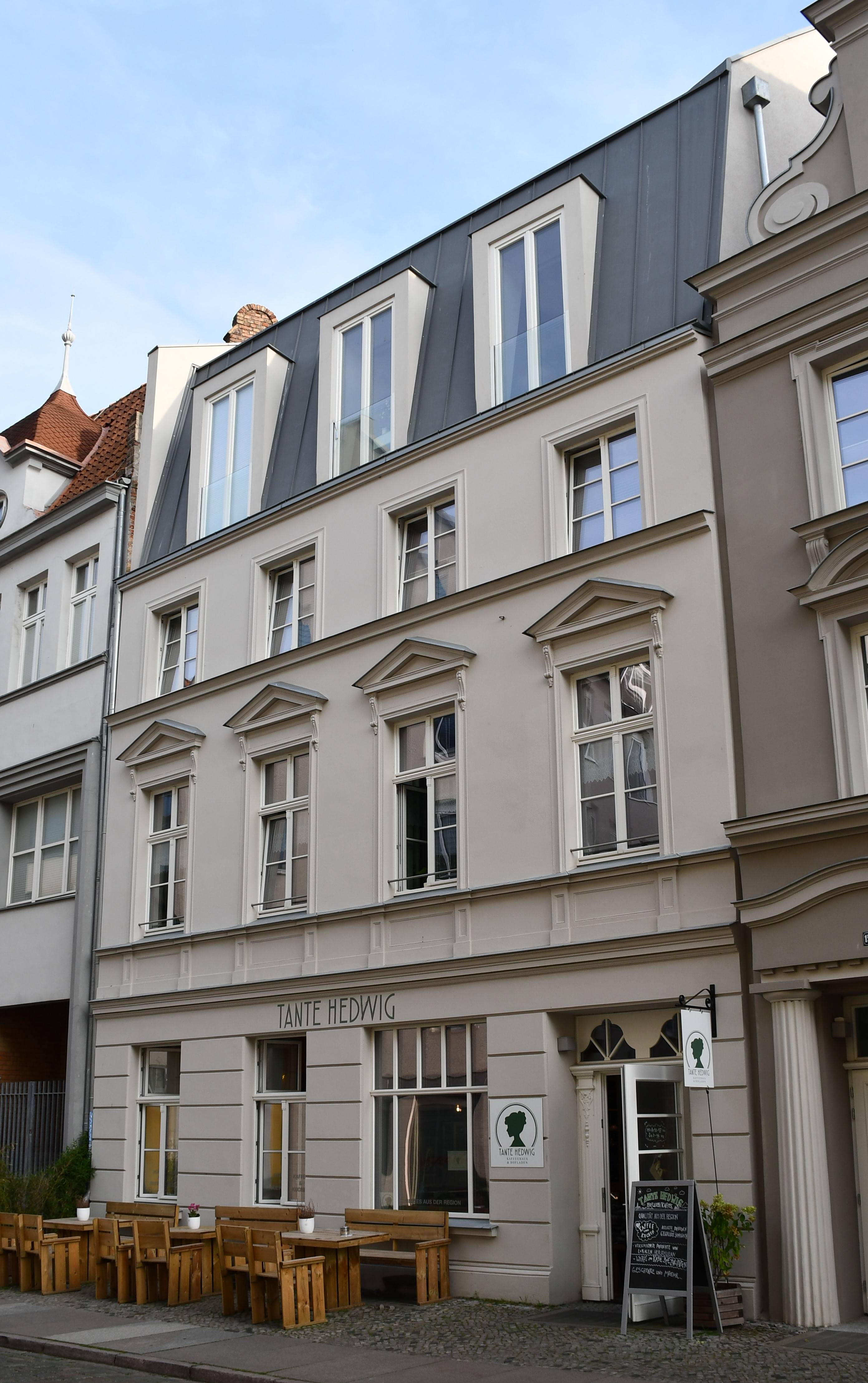
Das Haus Heilgeiststraße 15 a in Stralsund (2023)

Der zweieinhalbgeschossige und vierachsige Putzbau mit Walmdach wurde in der Zeit um das Jahr 1700 errichtet. Gegen Ende des 19. Jahrhunderts wurde es umgestaltet.
Das Erdgeschoss ist rustiziert. Im ersten Obergeschoss sind die Fenster durch dreieckige Verdachungen betont.
Das Gebäude wurde als Gaststätte genutzt.
Das Haus liegt im Kerngebiet des von der UNESCO als Weltkulturerbe anerkannten Stadtgebietes des Kulturgutes „Historische Altstädte Stralsund und Wismar“. In die Liste der Baudenkmale in Stralsund ist es mit der Nummer 325 eingetragen.